# Johann C. Köber
Johann Calin Köber (* 24. Januar 1956 in München) ist ein deutscher Autor, Redner, Unternehmer und Steuerberater.

## Leben
Köber besuchte als Kind die Grundschule in Stamford in Connecticut und schloss 1973 die Highschool in Albion im Calhoun County in Michigan ab. Nach seiner Rückkehr nach Deutschland absolvierte er 1975 das Abitur auf einem Gymnasium in Schweinfurt. Er studierte zunächst Physik und Medizin und beendete sein Studium in Betriebswirtschaftslehre mit Schwerpunkt Wirtschaftsinformatik an der Friedrich-Alexander-Universität Erlangen-Nürnberg. Danach war er in der IT-Branche für ein amerikanisches IT-Unternehmen in Frankfurt tätig. 1997 wurde er von der Steuerberaterkammer in Nürnberg zum Steuerberater bestellt. Anschließend war er als Steuerberater und Unternehmer tätig. 
Köber ist vor allem als Steuerberater, Redner und Unternehmer tätig. 
Er ist verheiratet und hat drei Kinder.

## Publikationen
- Steuern steuern. Mit der richtigen Steuerstrategie zu Vermögen und Wohlstand, 8. Aufl., FinanzBuch Verlag, 2015, ISBN 978-3-95972-355-8.
- Sichere Börsen Strategien. Mit 20 simplen Grundregeln und 4 unterschiedlichen Strategien für verschiedene Anlagetypen, FinanzBuch Verlag, 2018, ISBN 978-3-95972-106-6.
- Alles, was Sie über Heirat und Finanzen wissen müssen, FinanzBuch Verlag, 2019, ISBN 978-3-95972-232-2.
- Steuern steuern mit Immobilien. Wie aus Steuern Immobilienvermögen wird und wie sich Immobiliensteuern optimieren lassen, FinanzBuch Verlag, 2020, ISBN 978-3-95972-353-4.
- Das große Handbuch der Stiftungen. Wie Sie mit Stiftungen Ihr Vermögen gestalten und Ihr Erbe sichern, FinanzBuch Verlag, 2022, ISBN 978-3-95972-544-6.